# Castelnau-Valence
Castelnau-Valence – miejscowość i gmina we Francji, w regionie Oksytania, w departamencie Gard.
Według danych na rok 1990 gminę zamieszkiwało 267 osób, a gęstość zaludnienia wynosiła 26 osób/km² (wśród 1545 gmin Langwedocji-Roussillon Castelnau-Valence plasuje się na 652. miejscu pod względem liczby ludności, natomiast pod względem powierzchni na miejscu 742.).